# PAS 야니나 FC
PAS 야니나 FC(그리스어: ΠAE ΠΑΣ Γιάννινα 1966)는 그리스 이피로스 주의 주도 이오아니나를 연고로 하는 프로 축구 클럽이다. 1966년 AO 이오나니온 (AO Ioanninon)과 PAS 아베로프 (PAS Averof)가 합쳐지면서 창단되었고, 엠블럼에 그려진 소는 에피로테 연맹의 고대 동전에서 따온 것이다.

## 선수 명단

### 현역
참고: FIFA 자격 규정에 따라 소속된 국가대표팀 국기를 표시합니다. 선수는 복수의 FIFA 비회원국 국적을 가지고 있을 수 있습니다.
| 번호 | 포지션 | 국적 | 이름              |
| ---- | ------ | ---- | ----------------- |
| 1    | GK     |      | 파나요티스 지마스 |

| 번호 | 포지션 | 국적 | 이름 |
| ---- | ------ | ---- | ---- |

## 역대 감독
| 감독            | 임기   |
| --------------- | ------ |
| 아리엘 갈레아노 | 2024 ~ |